# Vranové 1.díl
Vranové 1.díl je levobřežní díl vesnice Vranové a část obce Malá Skála v okrese Jablonec nad Nisou. Nachází se asi 1,5 km na jih od Malé Skály, na levém břehu řeky Jizery. Je zde evidováno 204 adres. Trvale zde žije 377 obyvatel.
Vranové 1.díl leží v katastrálním území Vranové I o rozloze 1,08 km2.

## Historie
První písemná zmínka o vsi Vranové pochází z roku 1382.

## Pamětihodnosti
- Boučkův statek
- Socha sv. Josefa
- Venkovská usedlost čp. 16